# Dodekaedrski graf
Dodekaedrski graf je v teoriji grafov poliedrski graf – graf oglišč in robov dodekaedra. Ima 20 točk, ki odgovarjajo ogliščem telesa, in 30 povezav, ki odgovarjajo njegovim robovom. Je kubični platonski graf, razdaljnoregularen, z enotsko razdaljo, 3-točkovnopovezan, 3-povezavnopovezan, točkovnoprehoden in povezavnoprehoden. Je posebni primer posplošenega Petersenovega grafa GP(10,2).
|  |